# Chicago P.D./Episodenliste

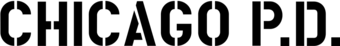
Logo zur Serie

Diese Episodenliste enthält alle Episoden der US-amerikanischen Dramaserie Chicago P.D., sortiert nach der US-amerikanischen Erstausstrahlung. Die Fernsehserie umfasst derzeit zwölf Staffeln mit 243 Episoden.

## Übersicht
| Staffel | Episodenanzahl | Erstausstrahlung USA | Erstausstrahlung USA | Deutschsprachige Erstausstrahlung | Deutschsprachige Erstausstrahlung |
| Staffel | Episodenanzahl | Premiere             | Finale               | Premiere                          | Finale                            |
| ------- | -------------- | -------------------- | -------------------- | --------------------------------- | --------------------------------- |
| 1       | 15             | 8. Januar 2014       | 21. Mai 2014         | 13. November 2014                 | 15. Januar 2015                   |
| 2       | 23             | 24. September 2014   | 20. Mai 2015         | 15. September 2015                | 1. Dezember 2015                  |
| 3       | 23             | 30. September 2015   | 25. Mai 2016         | 6. September 2016                 | 15. November 2016                 |
| 4       | 23             | 21. September 2016   | 17. Mai 2017         | 2. August 2017                    | 18. Oktober 2017                  |
| 5       | 22             | 27. September 2017   | 9. Mai 2018          | 1. August 2018                    | 27. September 2018                |
| 6       | 22             | 26. September 2018   | 22. Mai 2019         | 4. September 2019                 | 13. November 2019                 |
| 7       | 20             | 25. September 2019   | 15. April 2020       | 22. Juli 2020                     | 23. September 2020                |
| 8       | 16             | 11. November 2020    | 26. Mai 2021         | 8. September 2021                 | 13. Oktober 2021                  |
| 9       | 22             | 22. September 2021   | 25. Mai 2022         | 7. September 2022                 | 26. Oktober 2022                  |
| 10      | 22             | 21. September 2022   | 24. Mai 2023         | 12. Juli 2023                     | 30. August 2023                   |
| 11      | 13             | 17. Januar 2024      | 22. Mai 2024         | 21. November 2024                 | 21. November 2024                 |
| 12      | 22             | 25. September 2024   | 21. Mai 2025         |                                   |                                   |

## Staffel 1
Die Erstausstrahlung der ersten Staffel war vom 8. Januar bis zum 21. Mai 2014 auf dem US-amerikanischen Fernsehsender NBC zu sehen. Die deutschsprachige Erstausstrahlung sendete der Pay-TV-Sender AXN zwischen dem 13. November 2014 und dem 15. Januar 2015 in Doppelfolgen.
| Nr. (ges.) | Nr. (St.) | Deutscher Titel                         | Originaltitel           | Erstausstrahlung USA | Deutschsprachige Erstausstrahlung (D) | Regie              | Drehbuch                                                    | Zuschauer (USA) |
| ---------- | --------- | --------------------------------------- | ----------------------- | -------------------- | ------------------------------------- | ------------------ | ----------------------------------------------------------- | --------------- |
| 1          | 1         | Auge um Auge für das Gesetz             | Stepping Stone          | 8. Jan. 2014         | 13. Nov. 2014                         | Michael Slovis     | Matt Olmstead                                               | 8,59 Mio.       |
| 2          | 2         | Auf der falschen Seite der Gefängnistür | Wrong Side of the Bars  | 15. Jan. 2014        | 13. Nov. 2014                         | Joe Chappelle      | Michael Brandt & Derek Haas                                 | 5,51 Mio.       |
| 3          | 3         | Leben und Tod im Revier 21              | Chin Check              | 22. Jan. 2014        | 20. Nov. 2014                         | Sanford Bookstaver | David Hoselton                                              | 6,24 Mio.       |
| 4          | 4         | Jetzt geht immer vorbei                 | Now Is Always Temporary | 29. Jan. 2014        | 20. Nov. 2014                         | Mark Tinker        | Denitria Harris-Lawrence                                    | 6,89 Mio.       |
| 5          | 5         | Innere Werte                            | Thirty Balloons         | 5. Feb. 2014         | 27. Nov. 2014                         | Karen Gaviola      | Craig Gore & Tim Walsh                                      | 6,00 Mio.       |
| 6          | 6         | Viel um die Ohren                       | Conventions             | 26. Feb. 2014        | 27. Nov. 2014                         | Alik Sakharov      | Maisha Closson                                              | 8,00 Mio.       |
| 7          | 7         | Der Preis, den wir bezahlen             | The Price We Pay        | 5. März 2014         | 4. Dez. 2014                          | Mark Tinker        | Michael Brandt & Derek Haas                                 | 6,05 Mio.       |
| 8          | 8         | Bring bewaffnete Freunde mit            | Different Mistakes      | 12. März 2014        | 4. Dez. 2014                          | Fred Berner        | Bryan Garcia                                                | 5,84 Mio.       |
| 9          | 9         | Katzenfreundlich                        | A Material Witness      | 19. März 2014        | 11. Dez. 2014                         | Sanford Bookstaver | Michael Batistick                                           | 5,74 Mio.       |
| 10         | 10        | Recht gesprochen?                       | At Least It’s Justice   | 2. Apr. 2014         | 11. Dez. 2014                         | Michael Slovis     | Craig Gore & Tim Walsh                                      | 5,75 Mio.       |
| 11         | 11        | High Heels                              | Turn the Light Off      | 9. Apr. 2014         | 18. Dez. 2014                         | Nick Gomez         | David Hoselton                                              | 6,49 Mio.       |
| 12         | 12        | Nach der Katastrophe                    | 8:30 PM                 | 30. Apr. 2014        | 18. Dez. 2014                         | Mark Tinker        | Michael Brandt & Derek Haas Idee: Dick Wolf & Matt Olmstead | 7,28 Mio.       |
| 13         | 13        | Die Teufel sind los                     | My Way                  | 7. Mai 2014          | 8. Jan. 2015                          | Karen Gaviola      | Matt Olmstead & Michael Batistick                           | 5,39 Mio.       |
| 14         | 14        | Über den Rubikon                        | The Docks               | 14. Mai 2014         | 8. Jan. 2015                          | Nick Gomez         | Craig Gore & Tim Walsh                                      | 6,06 Mio.       |
| 15         | 15        | Zündschnüre                             | A Beautiful Friendship  | 21. Mai 2014         | 15. Jan. 2015                         | Mark Tinker        | Michael Brandt & Derek Haas Idee: Michael Batistick         | 6,27 Mio.       |

## Staffel 2
Die Erstausstrahlung der zweiten Staffel war vom 24. September 2014 bis zum 20. Mai 2015 auf dem US-amerikanischen Fernsehsender NBC zu sehen. Die deutschsprachige Erstausstrahlung sendete der Pay-TV-Sender AXN vom 15. September bis zum 1. Dezember 2015.
| Nr. (ges.) | Nr. (St.) | Deutscher Titel       | Originaltitel                  | Erstausstrahlung USA | Deutschsprachige Erstausstrahlung (D) | Regie              | Drehbuch                                                         | Zuschauer (USA) |
| ---------- | --------- | --------------------- | ------------------------------ | -------------------- | ------------------------------------- | ------------------ | ---------------------------------------------------------------- | --------------- |
| 16         | 1         | Bedrängnis            | Call It Macaroni               | 24. Sep. 2014        | 15. Sep. 2015                         | Mark Tinker        | Matt Olmstead                                                    | 8,51 Mio.       |
| 17         | 2         | Dollar-Morde          | Get My Cigarettes              | 1. Okt. 2014         | 15. Sep. 2015                         | Arthur W. Forney   | Craig Gore & Tim Walsh                                           | 6,63 Mio.       |
| 18         | 3         | Kopfgeld              | The Weigh Station              | 8. Okt. 2014         | 22. Sep. 2015                         | Nick Gomez         | Michael Batistick                                                | 6,63 Mio.       |
| 19         | 4         | Vermisst              | Chicken, Dynamite, Chainsaw    | 15. Okt. 2014        | 22. Sep. 2015                         | Reza Tabrizi       | Mo Masi                                                          | 6,78 Mio.       |
| 20         | 5         | Spiel mit dem Feuer   | An Honest Woman                | 22. Okt. 2014        | 29. Sep. 2015                         | Mark Tinker        | Michael Weiss                                                    | 6,85 Mio.       |
| 21         | 6         | Hinter Gittern        | Prison Ball                    | 5. Nov. 2014         | 29. Sep. 2015                         | Sanford Bookstaver | Eduardo Javier Canto & Ryan Maldonado                            | 6,15 Mio.       |
| 22         | 7         | Schrecken mit Ende    | They’ll Have To Go Through Me  | 12. Nov. 2014        | 13. Okt. 2015                         | Sanford Bookstaver | Maisha Closson Idee: Dick Wolf & Matt Olmstead                   | 9,54 Mio.       |
| 23         | 8         | Blutdiamanten         | Assignment Of The Year         | 19. Nov. 2014        | 6. Okt. 2015                          | Nick Gomez         | Mick Betancourt                                                  | 7,29 Mio.       |
| 24         | 9         | Der Drogenring        | Called In Dead                 | 10. Dez. 2014        | 6. Okt. 2015                          | Alik Sakharov      | Craig Gore & Tim Walsh                                           | 6,71 Mio.       |
| 25         | 10        | Der Fallensteller     | Shouldn’t Have Been Alone      | 7. Jan. 2015         | 20. Okt. 2015                         | Fred Berner        | Michael Weiss                                                    | 7,41 Mio        |
| 26         | 11        | Partnertausch         | We Don’t Work Together Anymore | 14. Jan. 2015        | 27. Okt. 2015                         | Mario Van Peebles  | Michael Bastick & Mo Masi                                        | 6,77 Mio.       |
| 27         | 12        | Auf dem Holzweg       | Disco Bob                      | 21. Jan. 2015        | 27. Okt. 2015                         | Holly Dale         | Maisha Closson & Cole Maliska                                    | 7,00 Mio.       |
| 28         | 13        | Der Feuerteufel       | A Little Devil Complex         | 4. Feb. 2015         | 3. Nov. 2015                          | Steve Shill        | Michael Brandt & Derek Haas                                      | 7,58 Mio.       |
| 29         | 14        | Kalter Tod            | Erin’s Mom                     | 11. Feb. 2015        | 3. Nov. 2015                          | Mark Tinker        | Craig Gore & Tim Walsh                                           | 6,58 Mio.       |
| 30         | 15        | In der Falle          | What Do You Do                 | 18. Feb. 2015        | 17. Nov. 2015                         | Nick Gomez         | Michael Brandt & Derek Haas                                      | 7,08 Mio.       |
| 31         | 16        | Undercover            | What Puts You On That Ledge    | 25. Feb. 2015        | 10. Nov. 2015                         | Fred Berner        | Eduardo Javier Canto & Ryan Maldonado                            | 7,43 Mio.       |
| 32         | 17        | Freier Fall           | Say Her Real Name              | 25. März 2015        | 17. Nov. 2015                         | Nick Gomez         | Craig Gore & Tim Walsh Idee: Dick Wolf & Matt Olmstead           | 6,34 Mio.       |
| 33         | 18        | Im Visier             | Get Back to Even               | 1. Apr. 2015         | 10. Nov. 2015                         | Jann Turner        | Michael Weiss                                                    | 6,59 Mio.       |
| 34         | 19        | In Ketten             | The Three G’s                  | 8. Apr. 2015         | 24. Nov. 2015                         | Sanford Bookstaver | Craig Gore & Tim Walsh                                           | 6,73 Mio.       |
| 35         | 20        | Das Böse in Person    | The Number of Rats             | 29. Apr. 2015        | 24. Nov. 2015                         | Nick Gomez         | Matt Olmstead & Cole Maliska Idee: Matt Olmstead & Warren Leight | 8,07 Mio.       |
| 36         | 21        | Mittel und Wege       | There’s My Girl                | 6. Mai 2015          | 1. Dez. 2015                          | Mark Tinker        | Michael Batstick & Mo Masi                                       | 6,54 Mio.       |
| 37         | 22        | Vendetta              | Push The Pain Away             | 13. Mai 2015         | 1. Dez. 2015                          | Sanford Bookstaver | Michael Weiss Idee: Eduardo Javier Canto & Ryan Maldonado        | 6,94 Mio.       |
| 38         | 23        | Schlechte Nachrichten | Born Into Bad News             | 20. Mai 2015         | 1. Dez. 2015                          | Mark Tinker        | Craig Gore & Tim Walsh                                           | 7,21 Mio.       |

## Staffel 3
Die Erstausstrahlung der dritten Staffel war vom 30. September 2015 bis zum 25. Mai 2016 auf dem US-amerikanischen Fernsehsender NBC zu sehen. Die deutschsprachige Erstausstrahlung sendete der deutsche Pay-TV-Sender AXN vom 6. September bis zum 15. November 2016.
| Nr. (ges.) | Nr. (St.) | Deutscher Titel                | Originaltitel                              | Erstausstrahlung USA | Deutschsprachige Erstausstrahlung (D) | Regie                | Drehbuch                                                           | Zuschauer (USA) |
| ---------- | --------- | ------------------------------ | ------------------------------------------ | -------------------- | ------------------------------------- | -------------------- | ------------------------------------------------------------------ | --------------- |
| 39         | 1         | Klartext                       | Life Is Fluid                              | 30. Sep. 2015        | 6. Sep. 2016                          | Arthur W. Forney     | Craig Gore & Tim Walsh                                             | 6,65 Mio.       |
| 40         | 2         | Ärger im Anzug                 | Natural Born Storyteller                   | 7. Okt. 2015         | 6. Sep. 2016                          | Mark Tinker          | Mike Weiss                                                         | 6,49 Mio.       |
| 41         | 3         | Offene Rechnungen              | Actual Physical Violence                   | 14. Okt. 2015        | 6. Sep. 2016                          | Fred Berner          | Eduardo Javier Canto & Ryan Maldonado                              | 6,58 Mio.       |
| 42         | 4         | Alte Schulden                  | Debts of the Past                          | 21. Okt. 2015        | 13. Sep. 2016                         | Rohn Schmidt         | Michael Brandt & Derek Haas                                        | 6,24 Mio.       |
| 43         | 5         | Gegen die Regeln               | Climbing Into Bed                          | 28. Okt. 2015        | 13. Sep. 2016                         | Mark Tinker          | Cole Maliska                                                       | 6,14 Mio.       |
| 44         | 6         | Willkommen in der Wirklichkeit | You Never Know Who’s Who                   | 28. Okt. 2015        | 20. Sep. 2016                         | Lin Oeding           | Craig Gore & Tim Walsh                                             | 6,14 Mio.       |
| 45         | 7         | Schulschluss                   | A Dead Kid, a Notebook and a Lot of Maybes | 4. Nov. 2015         | 20. Sep. 2016                         | Charlotte Brändström | Timothy J. Sexton                                                  | 6,48 Mio.       |
| 46         | 8         | High-Tech Diebe                | Forget My Name                             | 11. Nov. 2015        | 27. Sep. 2016                         | Nick Gomez           | Mike Weiss                                                         | 6,79 Mio.       |
| 47         | 9         | Vertrauenssache                | Never Forget I Love You                    | 18. Nov. 2015        | 27. Sep. 2016                         | Terry Miller         | Craig Gore & Tim Walsh Idee: Ryan Maldonado & Eduardo Javier Canto | 6,47 Mio.       |
| 48         | 10        | Gottkomplex                    | Now I’m God                                | 6. Jan. 2016         | 4. Okt. 2016                          | Holly Dale           | Jamie Pachino                                                      | 8,75 Mio.       |
| 49         | 11        | Ausser Gefecht                 | Knocked the Family Right Out               | 13. Jan. 2016        | 4. Okt. 2016                          | Mark Tinker          | Mo Masi                                                            | 7,99 Mio.       |
| 50         | 12        | Alte Seilschaft                | Looking Out for Stateville                 | 20. Jan. 2016        | 11. Okt. 2016                         | Fred Berner          | Craig Gore & Tim Walsh                                             | 6,52 Mio.       |
| 51         | 13        | Wolf im Schafspelz             | Hit Me                                     | 3. Feb. 2016         | 11. Okt. 2016                         | Rohn Schmidt         | Mike Weiss & Cole Maliska                                          | 7,22 Mio.       |
| 52         | 14        | Endspiel                       | The Song of Gregory Williams Yates         | 10. Feb. 2016        | 18. Okt. 2016                         | Michael Grossman     | Jamie Pachino                                                      | 8,28 Mio.       |
| 53         | 15        | Aus der Traum                  | A Night Owl                                | 17. Feb. 2016        | 18. Okt. 2016                         | Nick Gomez           | Timothy J. Sexton                                                  | 7,45 Mio.       |
| 54         | 16        | Oberste Priorität              | The Cases that Need to be Solved           | 24. Feb. 2016        | 25. Okt. 2016                         | Jean de Segonzac     | Matt Olmstead                                                      | 6,99 Mio.       |
| 55         | 17        | Doppeltes Spiel                | Forty-Caliber Bread Crumb                  | 2. März 2016         | 25. Okt. 2016                         | Jann Turner          | Craig Gore & Tim Walsh                                             | 7,17 Mio.       |
| 56         | 18        | Stille Helden                  | Kasual with a K                            | 23. März 2016        | 1. Nov. 2016                          | David Rodriguez      | Eduardo Javier Canto & Ryan Maldonado                              | 6,27 Mio.       |
| 57         | 19        | Gehirnwäsche                   | If We Were Normal                          | 30. März 2016        | 1. Nov. 2016                          | Mark Tinker          | Mo Masi                                                            | 6,79 Mio.       |
| 58         | 20        | Ausgesetzt                     | In A Duffel Bag                            | 4. Mai 2016          | 8. Nov. 2016                          | Nick Gomez           | Jamie Pachino                                                      | 6,32 Mio.       |
| 59         | 21        | Gerechtigkeit                  | Justice                                    | 11. Mai 2016         | 8. Nov. 2016                          | Jean de Segonzac     | Michael Brandt, Derek Haas & Matt Olmstead Idee: Dick Wolf         | 6,75 Mio.       |
| 60         | 22        | Das Haus am See                | She’s Got Us                               | 18. Mai 2016         | 15. Nov. 2016                         | Lin Oeding           | Mike Weiss                                                         | 6,93 Mio.       |
| 61         | 23        | Alleingang                     | Start Digging                              | 25. Mai 2016         | 15. Nov. 2016                         | Mark Tinker          | Craig Gore & Tim Walsh                                             | 6,88 Mio.       |

## Staffel 4
Die Erstausstrahlung der vierten Staffel war vom 21. September 2016 bis zum 17. Mai 2017 auf dem US-amerikanischen Fernsehsender NBC zu sehen. Die deutschsprachige Erstausstrahlung sendete der deutsche Pay-TV-Sender AXN vom 2. August bis zum 18. Oktober 2017.
| Nr. (ges.) | Nr. (St.) | Deutscher Titel           | Originaltitel                        | Erstausstrahlung USA | Deutschsprachige Erstausstrahlung (D) | Regie                | Drehbuch                           | Zuschauer (USA) |
| ---------- | --------- | ------------------------- | ------------------------------------ | -------------------- | ------------------------------------- | -------------------- | ---------------------------------- | --------------- |
| 62         | 1         | Die Silos                 | The Silos                            | 21. Sep. 2016        | 2. Aug. 2017                          | Mark Tinker          | Matt Olmstead                      | 6,87 Mio.       |
| 63         | 2         | Geächtet                  | Made a Wrong Turn                    | 28. Sep. 2016        | 2. Aug. 2017                          | Fred Berner          | Craig Gore & Tim Walsh             | 6,14 Mio.       |
| 64         | 3         | Auf eigene Faust          | All Cylinders Firing                 | 5. Okt. 2016         | 9. Aug. 2017                          | Nick Gomez           | Mike Weiss                         | 6,22 Mio.       |
| 65         | 4         | Strassen in Flammen       | Big Friends, Big Enemies             | 12. Okt. 2016        | 9. Aug. 2017                          | Rohn Schmidt         | Gwen Sigan                         | 6,15 Mio.       |
| 66         | 5         | Kriegsgebiet              | A War Zone                           | 26. Okt. 2016        | 16. Aug. 2017                         | Eriq La Salle        | Tiller Russell                     | 5,82 Mio.       |
| 67         | 6         | Dreck am Stecken          | Some Friend                          | 9. Nov. 2016         | 16. Aug. 2017                         | Mark Tinker          | Timothy J. Sexton                  | 5,70 Mio.       |
| 68         | 7         | 300.000 Likes             | 300,000 Likes                        | 16. Nov. 2016        | 23. Aug. 2017                         | Charlotte Brandström | Jamie Pachino                      | 6,11 Mio.       |
| 69         | 8         | Copkiller                 | A Shot Heard Around the World        | 16. Nov. 2016        | 23. Aug. 2017                         | Terry Miller         | Matt Olmstead & Gwen Sigan         | 6,11 Mio.       |
| 70         | 9         | Licht ins Dunkel          | Don’t Bury This Case                 | 3. Jan. 2017         | 30. Aug. 2017                         | Cherie Nowlan        | Craig Gore & Tim Walsh             | 7,89 Mio.       |
| 71         | 10        | Verborgene Muster         | Don’t Read the News                  | 4. Jan. 2017         | 30. Aug. 2017                         | Nick Gomez           | Mike Weiss                         | 6,30 Mio.       |
| 72         | 11        | Cop v. Cop                | You Wish                             | 11. Jan. 2017        | 6. Sep. 2017                          | Mark Tinker          | Tiller Russell                     | 6,60 Mio.       |
| 73         | 12        | Lynchjustiz               | Sanctuary                            | 18. Jan. 2017        | 6. Sep. 2017                          | John Hyams           | Timothy J. Sexton                  | 7,11 Mio.       |
| 74         | 13        | Das verborgene Zimmer     | I Remember Her Now                   | 8. Feb. 2017         | 13. Sep. 2017                         | David Rodriguez      | Gwen Sigan                         | 6,27 Mio.       |
| 75         | 14        | Sag kein Wort             | Seven Indictments                    | 15. Feb. 2017        | 13. Sep. 2017                         | Mark Tinker          | Jamie Pachino                      | 6,68 Mio.       |
| 76         | 15        | Tödliches Date            | Favor, Affection, Malice or Ill-Will | 22. Feb. 2017        | 20. Sep. 2017                         | Holly Dale           | Craig Gore & Tim Walsh             | 6,68 Mio.       |
| 77         | 16        | Auf der Jagd              | Emotional Proximity                  | 1. März 2017         | 20. Sep. 2017                         | Reza Tabrizi         | Matt Olmstead                      | 9,59 Mio.       |
| 78         | 17        | 3737                      | Remember the Devil                   | 22. März 2017        | 27. Sep. 2017                         | Rohn Schmidt         | Mike Weiss                         | 6,39 Mio.       |
| 79         | 18        | Die Nacht hat ihren Preis | Little Bit of Light                  | 29. März 2017        | 27. Sep. 2017                         | Lin Oeding           | Gwen Sigan                         | 6,10 Mio.       |
| 80         | 19        | Bis zur letzten Minute    | Last Minute Resistance               | 5. Apr. 2017         | 4. Okt. 2017                          | John Hyams           | Timothy J. Sexton                  | 6,52 Mio.       |
| 81         | 20        | Unschuldig verurteilt     | Grasping for Salvation               | 26. Apr. 2017        | 4. Okt. 2017                          | David Rodriguez      | Tiller Russell                     | 6,27 Mio.       |
| 82         | 21        | Der Wohltäter             | Fagin                                | 3. Mai 2017          | 11. Okt. 2017                         | Fred Berner          | Craig Gore & Tim Walsh             | 6,15 Mio.       |
| 83         | 22        | Zu spät                   | Army of One                          | 10. Mai 2017         | 11. Okt. 2017                         | John Whitesell       | Tiller Russell & Timothy J. Sexton | 6,17 Mio.       |
| 84         | 23        | Getrennte Wege            | Fork in the Road                     | 17. Mai 2017         | 18. Okt. 2017                         | Mark Tinker          | Mike Weiss                         | 6,50 Mio.       |

## Staffel 5
Die Erstausstrahlung der fünften Staffel war vom 27. September 2017 bis zum 9. Mai 2018 auf dem US-amerikanischen Fernsehsender NBC zu sehen. Die deutschsprachige Erstausstrahlung sendete der deutsche Pay-TV-Sender AXN vom 1. August bis zum 27. September 2018.
| Nr. (ges.) | Nr. (St.) | Deutscher Titel      | Originaltitel          | Erstausstrahlung USA | Deutschsprachige Erstausstrahlung (D) | Regie          | Drehbuch                                      | Zuschauer (USA) |
| ---------- | --------- | -------------------- | ---------------------- | -------------------- | ------------------------------------- | -------------- | --------------------------------------------- | --------------- |
| 85         | 1         | Reformen             | Reform                 | 27. Sep. 2017        | 1. Aug. 2018                          | Eriq La Salle  | Rick Eid                                      | 6,11 Mio.       |
| 86         | 2         | In geheimer Mission  | The Thing About Heroes | 4. Okt. 2017         | 1. Aug. 2018                          | Rohn Schmidt   | John Dove                                     | 6,19 Mio.       |
| 87         | 3         | Das Versprechen      | Promise                | 11. Okt. 2017        | 1. Aug. 2018                          | John Whitesell | Timothy J. Sexton                             | 6,07 Mio.       |
| 88         | 4         | Spitzel              | Snitch                 | 18. Okt. 2017        | 2. Aug. 2018                          | Terry Miller   | Rick Eid Idee: Rick Eid & Gavin Harris        | 5,79 Mio.       |
| 89         | 5         | Mit besten Absichten | Home                   | 25. Okt. 2017        | 8. Aug. 2018                          | Eriq La Salle  | Sharon Lee Watson                             | 6,16 Mio.       |
| 90         | 6         | Bis in den Tod       | Fallen                 | 8. Nov. 2017         | 8. Aug. 2018                          | Nick Gomez     | Gavin Harris                                  | 5,16 Mio.       |
| 91         | 7         | Die Krieger          | Care Under Fire        | 15. Nov. 2017        | 15. Aug. 2018                         | Lily Mariye    | Gwen Sigan                                    | 6,39 Mio.       |
| 92         | 8         | Odessa               | Politics               | 29. Nov. 2017        | 15. Aug. 2018                         | Mark Tinker    | Kinan Copen                                   | 6,95 Mio.       |
| 93         | 9         | 24 Stunden           | Monster                | 6. Dez. 2017         | 22. Aug. 2018                         | Valerie Weiss  | Timothy J. Sexton                             | 6,52 Mio.       |
| 94         | 10        | Auf Abwegen          | Rabbit Hole            | 3. Jan. 2018         | 22. Aug. 2018                         | Carl Seaton    | Rick Eid & Gwen Sigan                         | 6,78 Mio.       |
| 95         | 11        | Streng vertraulich   | Confidential           | 10. Jan. 2018        | 29. Aug. 2018                         | Mark Tinker    | Rick Eid & Sharon Lee Watson                  | 6,86 Mio.       |
| 96         | 12        | Letzte Worte         | Captive                | 17. Jan. 2018        | 29. Aug. 2018                         | Eriq La Salle  | Gavin Harris                                  | 6,66 Mio.       |
| 97         | 13        | Monsterjagd          | Chasing Monsters       | 31. Jan. 2018        | 5. Sep. 2018                          | Terry Miller   | John Dove                                     | 6,72 Mio.       |
| 98         | 14        | Auf Knien            | Anthem                 | 7. Feb. 2018         | 5. Sep. 2018                          | John Hyams     | Timothy J. Sexton                             | 7,25 Mio.       |
| 99         | 15        | Blutige Botschaft    | Sisterhood             | 28. Feb. 2018        | 12. Sep. 2018                         | Rohn Schmidt   | Rick Eid & Katherine Visconti                 | 6,09 Mio.       |
| 100        | 16        | Fake News            | Profiles               | 7. März 2018         | 12. Sep. 2018                         | Eriq La Salle  | Gwen Sigan                                    | 6,62 Mio.       |
| 101        | 17        | Einsame Entscheidung | Breaking Point         | 14. März 2018        | 19. Sep. 2018                         | Terry Miller   | Sharon Lee Watson                             | 6,54 Mio.       |
| 102        | 18        | Alte Wunden          | Ghosts                 | 21. März 2018        | 19. Sep. 2018                         | Nick Gomez     | Gavin Harris                                  | 6,92 Mio.       |
| 103        | 19        | Der Informant        | Payback                | 11. Apr. 2018        | 26. Sep. 2018                         | Nicole Rubio   | John Dove & Timothy J. Sexton Idee: John Dove | 5,89 Mio.       |
| 104        | 20        | Täter und Opfer      | Saved                  | 18. Apr. 2018        | 26. Sep. 2018                         | Paul McCrane   | Gwen Sigan                                    | 6,62 Mio.       |
| 105        | 21        | Gefolgschaft         | Allegiance             | 2. Mai 2018          | 26. Sep. 2018                         | Carl Seaton    | Rick Eid & Timothy J. Sexton                  | 6,06 Mio.       |
| 106        | 22        | Ein letzter Zug      | Homecoming             | 9. Mai 2018          | 27. Sep. 2018                         | Eriq La Salle  | Rick Eid & Timothy J. Sexton                  | 6,34 Mio.       |

## Staffel 6
Die Erstausstrahlung der sechsten Staffel war vom 26. September 2018 bis zum 22. Mai 2019 auf dem US-amerikanischen Fernsehsender NBC zu sehen. Die deutschsprachige Erstausstrahlung sendete der deutsche Pay-TV-Sender AXN vom 4. September bis zum 13. November 2019.
| Nr. (ges.) | Nr. (St.) | Deutscher Titel           | Originaltitel        | Erstausstrahlung USA | Deutschsprachige Erstausstrahlung (D) | Regie              | Drehbuch                                                     | Zuschauer (USA) |
| ---------- | --------- | ------------------------- | -------------------- | -------------------- | ------------------------------------- | ------------------ | ------------------------------------------------------------ | --------------- |
| 107        | 1         | Neue Ordnung              | New Normal           | 26. Sep. 2018        | 4. Sep. 2019                          | Eriq La Salle      | Rick Eid                                                     | 7,14 Mio.       |
| 108        | 2         | Gegen alle Regeln         | Endings              | 3. Okt. 2018         | 4. Sep. 2019                          | David Rodriguez    | Gwen Sigan                                                   | 7,78 Mio.       |
| 109        | 3         | Bad Boys                  | Bad Boys             | 10. Okt. 2018        | 11. Sep. 2019                         | Nick Gomez         | Timothy J. Sexton                                            | 7,16 Mio.       |
| 110        | 4         | Auf Streife               | Ride Along           | 17. Okt. 2018        | 11. Sep. 2019                         | Nicole Rubio       | Gavin Harris                                                 | 6,95 Mio.       |
| 111        | 5         | Mitgehangen               | Fathers and Sons     | 24. Okt. 2018        | 18. Sep. 2019                         | Eriq La Salle      | Jeffrey Nachmanoff                                           | 6,64 Mio.       |
| 112        | 6         | Die üblichen Verdächtigen | True or False        | 31. Okt. 2018        | 18. Sep. 2019                         | Paul McCrane       | Rick Eid Idee: Rick Eid & Gavin Harris                       | 6,95 Mio.       |
| 113        | 7         | Kriegsversehrt            | Trigger              | 7. Nov. 2018         | 25. Sep. 2019                         | Carl Seaton        | Todd Robinson                                                | 6,84 Mio.       |
| 114        | 8         | Kalte Spuren              | Black and Blue       | 14. Nov. 2018        | 25. Sep. 2019                         | Christine Swanson  | Kim Rome                                                     | 6,00 Mio.       |
| 115        | 9         | Im freien Fall            | Descent              | 5. Dez. 2018         | 2. Okt. 2019                          | Nicole Rubio       | Rick Eid & Timothy J. Sexton                                 | 6,82 Mio.       |
| 116        | 10        | Verschworenheit           | Brotherhood          | 9. Jan. 2019         | 2. Okt. 2019                          | Mykelti Williamson | Gwen Sigan                                                   | 6,86 Mio.       |
| 117        | 11        | Unantastbar               | Trust                | 16. Jan. 2019        | 9. Okt. 2019                          | Lily Mariye        | Gavin Harris                                                 | 7,26 Mio.       |
| 118        | 12        | Fehler im System          | Outrage              | 23. Jan. 2019        | 9. Okt. 2019                          | Vincent Misiano    | Timothy J. Sexton Idee: Timothy J. Sexton & April Fitsimmons | 7,22 Mio.       |
| 119        | 13        | Chicago bei Nacht         | Night in Chicago     | 6. Feb. 2019         | 16. Okt. 2019                         | Eriq La Salle      | Rick Eid & Ike Smith                                         | 7,38 Mio.       |
| 120        | 14        | Unauffindbar              | Ties That Bind       | 13. Feb. 2019        | 16. Okt. 2019                         | Paul McCrane       | Kim Rome & Katherine Visconti                                | 7,49 Mio.       |
| 121        | 15        | Gute Absichten            | Good Men             | 20. Feb. 2019        | 23. Okt. 2019                         | Donald Petrie      | Gwen Sigan                                                   | 8,91 Mio.       |
| 122        | 16        | Die Vergessenen           | The Forgotten        | 27. Feb. 2019        | 23. Okt. 2019                         | Eriq La Salle      | Gavin Harris                                                 | 7,15 Mio.       |
| 123        | 17        | Im Stich gelassen         | Pain Killer          | 27. März 2019        | 30. Okt. 2019                         | Nicole Rubio       | Timothy J. Sexton                                            | 7,01 Mio.       |
| 124        | 18        | Feuerpause                | This City            | 3. Apr. 2019         | 30. Okt. 2019                         | Carl Seaton        | Rick Eid & Gwen Sigan                                        | 6,86 Mio.       |
| 125        | 19        | Vertane Chancen           | What Could Have Been | 24. Apr. 2019        | 6. Nov. 2019                          | Eriq La Salle      | Rick Eid & Gwen Sigan                                        | 6,99 Mio.       |
| 126        | 20        | Aus Liebe                 | Sacrifice            | 8. Mai 2019          | 6. Nov. 2019                          | John Hyams         | Gavin Harris                                                 | 6,29 Mio.       |
| 127        | 21        | Eingeständnis             | Confession           | 15. Mai 2019         | 13. Nov. 2019                         | Carl Seaton        | Timothy J. Sexton                                            | 6,73 Mio.       |
| 128        | 22        | Abrechnung                | Reckoning            | 22. Mai 2019         | 13. Nov. 2019                         | Eriq La Salle      | Rick Eid & Gwen Sigan                                        | 6,59 Mio.       |

## Staffel 7
Die Erstausstrahlung der siebten Staffel war vom 25. September 2019 bis zum 15. April 2020 auf dem US-amerikanischen Fernsehsender NBC zu sehen. Die deutschsprachige Erstausstrahlung sendete der deutsche Pay-TV-Sender AXN vom 22. Juli bis zum 23. September 2020.
| Nr. (ges.) | Nr. (St.) | Deutscher Titel           | Originaltitel        | Erstausstrahlung USA | Deutschsprachige Erstausstrahlung (D) | Regie              | Drehbuch                                               | Zuschauer (USA) |
| ---------- | --------- | ------------------------- | -------------------- | -------------------- | ------------------------------------- | ------------------ | ------------------------------------------------------ | --------------- |
| 129        | 1         | Zweifel                   | Doubt                | 25. Sep. 2019        | 22. Juli 2020                         | Eriq La Salle      | Rick Eid & Gavin Harris                                | 6,49 Mio.       |
| 130        | 2         | Doppelter Einsatz         | Assets               | 2. Okt. 2019         | 22. Juli 2020                         | Carl Seaton        | Rick Eid & Gavin Harris                                | 5,90 Mio.       |
| 131        | 3         | Ein schlechter erster Tag | Familia              | 9. Okt. 2019         | 29. Juli 2020                         | Eriq La Salle      | Timothy J. Sexton                                      | 6,34 Mio.       |
| 132        | 4         | Die Seuche (Teil 3)       | Infection: Part III  | 16. Okt. 2019        | 29. Juli 2020                         | Eriq La Salle      | Gwen Sigan Idee: Dick Wolf & Derek Haas                | 8,62 Mio.       |
| 133        | 5         | Auf die harte Tour        | Brother’s Keeper     | 23. Okt. 2019        | 5. Aug. 2020                          | Vince Misiano      | Joe Halpin                                             | 6,64 Mio.       |
| 134        | 6         | Blutopfer                 | False Positive       | 30. Okt. 2019        | 5. Aug. 2020                          | David Rodriguez    | Scott Gold                                             | 6,29 Mio.       |
| 135        | 7         | Harter Stoff              | Informant            | 6. Nov. 2019         | 12. Aug. 2020                         | Vince Misiano      | Gwen Sigan                                             | 6,44 Mio.       |
| 136        | 8         | Ohne Reue                 | No Regrets           | 13. Nov. 2019        | 12. Aug. 2020                         | Mykelti Williamson | Kim Rome                                               | 6,47 Mio.       |
| 137        | 9         | Absolution                | Absolution           | 20. Nov. 2019        | 19. Aug. 2020                         | Paul McCrane       | Gavin Harris                                           | 6,88 Mio.       |
| 138        | 10        | Schwere Geschütze         | Mercy                | 8. Jan. 2020         | 19. Aug. 2020                         | Olivia Newman      | Timothy J. Sexton                                      | 7,02 Mio.       |
| 139        | 11        | Verschworene Gemeinschaft | 43rd and Normal      | 15. Jan. 2020        | 26. Aug. 2020                         | Chad Sexton        | Rick Eid & Gwen Sigan                                  | 6,78 Mio.       |
| 140        | 12        | Von den Besten lernen     | The Devil You Know   | 22. Jan. 2020        | 26. Aug. 2020                         | Eriq La Salle      | Scott Gold                                             | 6,91 Mio.       |
| 141        | 13        | Der Ring                  | I Was Here           | 5. Feb. 2020         | 2. Sep. 2020                          | Charles S. Carroll | Gwen Sigan                                             | 7,14 Mio.       |
| 142        | 14        | Von allen verfolgt        | Center Mass          | 12. Feb. 2020        | 2. Sep. 2020                          | Lisa Demaine       | Gavin Harris                                           | 7,00 Mio.       |
| 143        | 15        | Die Last der Schuld       | Burden of Truth      | 26. Feb. 2020        | 9. Sep. 2020                          | Eriq La Salle      | Rick Eid & Gwen Sigan                                  | 8,12 Mio.       |
| 144        | 16        | Häusliche Gewalt          | Intimate Violence    | 4. März 2020         | 9. Sep. 2020                          | Mykelti Williamson | Timothy J. Sexton Idee: Timothy J. Sexton & Ike Smith  | 7,07 Mio.       |
| 145        | 17        | Querschläger              | Before the Fall      | 18. März 2020        | 16. Sep. 2020                         | Nicole Rubio       | Scott Gold & Jake Tinker                               | 7,50 Mio.       |
| 146        | 18        | Grenzüberschreitung       | Lines                | 25. März 2020        | 16. Sep. 2020                         | Alex Chapple       | Kim Rome & Gwen Sigan                                  | 7,75 Mio.       |
| 147        | 19        | Scheinheilig              | Buried Secrets       | 8. Apr. 2020         | 23. Sep. 2020                         | Paul McCrane       | Timothy J. Sexton Idee: Timothy J. Sexton & Gwen Sigan | 7.75 Mio.       |
| 148        | 20        | Todesstille               | Silence of the Night | 15. Apr. 2020        | 23. Sep. 2020                         | Eriq La Salle      | Rick Eid & Gavin Harris                                | 7,82 Mio.       |

## Staffel 8
Die Erstausstrahlung der achten Staffel war vom 11. November 2020 bis zum 26. Mai 2021 auf dem US-amerikanischen Fernsehsender NBC zu sehen. Die deutschsprachige Erstausstrahlung sendete der deutsche Pay-TV-Sender AXN vom 8. September bis zum 13. Oktober 2021.
| Nr. (ges.) | Nr. (St.) | Deutscher Titel       | Originaltitel     | Erstausstrahlung USA | Deutschsprachige Erstausstrahlung (D) | Regie              | Drehbuch                               | Zuschauer (USA) |
| ---------- | --------- | --------------------- | ----------------- | -------------------- | ------------------------------------- | ------------------ | -------------------------------------- | --------------- |
| 149        | 1         | Die heiligste Regel   | Fighting Ghosts   | 11. Nov. 2020        | 8. Sep. 2021                          | Eriq La Salle      | Rick Eid Idee: Rick Eid & Gavin Harris | 6,43 Mio.       |
| 150        | 2         | Kampfansage           | White Knuckle     | 18. Nov. 2020        | 8. Sep. 2021                          | Nicole Rubio       | Gwen Sigan                             | 6,38 Mio.       |
| 151        | 3         | Die einzige Zeugin    | Tender Age        | 13. Jan. 2021        | 8. Sep. 2021                          | Eriq La Salle      | Gwen Sigan                             | 6,58 Mio.       |
| 152        | 4         | Mit allen Ehren       | Unforgiven        | 27. Jan. 2021        | 15. Sep. 2021                         | Chad Sexton        | Rick Eid & Gavin Harris                | 5,97 Mio.       |
| 153        | 5         | Obhut                 | In Your Care      | 3. Feb. 2021         | 15. Sep. 2021                         | Charles S. Carroll | Gwen Sigan                             | 6,09 Mio.       |
| 154        | 6         | Von Vätern und Söhnen | Equal Justice     | 10. Feb. 2021        | 15. Sep. 2021                         | Eric Laneuville    | Daniel Arkin                           | 6,31 Mio.       |
| 155        | 7         | Game over!            | Instinct          | 17. Feb. 2021        | 22. Sep. 2021                         | Chad Sexton        | Scott Gold                             | 5,87 Mio.       |
| 156        | 8         | Auf der Flucht        | Protect and Serve | 10. März 2021        | 22. Sep. 2021                         | Eriq La Salle      | Gwen Sigan & Ike Smith                 | 5,89 Mio.       |
| 157        | 9         | Der glückliche Zufall | Impossible Dream  | 17. März 2021        | 22. Sep. 2021                         | Charles S. Carroll | Rick Eid & Gavin Harris                | 6,21 Mio.       |
| 158        | 10        | Saat des Zweifels     | The Radical Truth | 31. März 2021        | 29. Sep. 2021                         | Lisa Demaine       | Scott Gold                             | 6,42 Mio.       |
| 159        | 11        | Spuren von Gewalt     | Signs of Violence | 7. Apr. 2021         | 29. Sep. 2021                         | Bethany Rooney     | Gwen Sigan                             | 5,80 Mio.       |
| 160        | 12        | Wiederholungstäter    | Due Process       | 21. Apr. 2021        | 29. Sep. 2021                         | Guy Ferland        | Rick Eid & Gavin Harris                | 5,89 Mio.       |
| 161        | 13        | Der nächste Schritt   | Trouble Dolls     | 5. Mai 2021          | 6. Okt. 2021                          | John Polson        | Scott Gold                             | 5,67 Mio.       |
| 162        | 14        | Sicherheit            | Safe              | 12. Mai 2021         | 6. Okt. 2021                          | SJ Main Muñoz      | Gavin Harris                           | 5,94 Mio.       |
| 163        | 15        | Der nächste Sturm     | The Right Thing   | 19. Mai 2021         | 6. Okt. 2021                          | Vincent Misiano    | Rick Eid & Gwen Sigan                  | 5,64 Mio.       |
| 164        | 16        | Kein zurück           | The Other Side    | 26. Mai 2021         | 13. Okt. 2021                         | Chad Saxton        | Rick Eid & Gwen Sigan                  | 6,33 Mio.       |

## Staffel 9
Die Erstausstrahlung der neunten Staffel war vom 22. September 2021 bis zum 25. Mai 2022 auf dem US-amerikanischen Fernsehsender NBC zu sehen. Die deutschsprachige Erstausstrahlung sendete der deutsche Pay-TV-Sender AXN vom 7. September bis zum 26. Oktober 2022.
| Nr. (ges.) | Nr. (St.) | Deutscher Titel                     | Originaltitel      | Erstausstrahlung USA | Deutschsprachige Erstausstrahlung (D) | Regie              | Drehbuch                                 | Zuschauer (USA) |
| ---------- | --------- | ----------------------------------- | ------------------ | -------------------- | ------------------------------------- | ------------------ | ---------------------------------------- | --------------- |
| 165        | 1         | Die Nacht hat viele Augen           | Closure            | 22. Sep. 2021        | 7. Sep. 2022                          | Vince Misiano      | Rick Eid & Gwen Sigan                    | 6,54 Mio.       |
| 166        | 2         | Wut                                 | Rage               | 29. Sep. 2021        | 7. Sep. 2022                          | Chad Saxton        | Gavin Harris & Matthew Newman            | 6,22 Mio.       |
| 167        | 3         | Der Scharfschütze                   | The One Next to Me | 6. Okt. 2021         | 7. Sep. 2022                          | Bethany Rooney     | Scott Gold                               | 5,75 Mio.       |
| 168        | 4         | Das Todeshaus                       | In the Dark        | 13. Okt. 2021        | 14. Sep. 2022                         | Carl Seaton        | Gwen Sigan                               | 5,98 Mio.       |
| 169        | 5         | Mörderische Kinder                  | Burnside           | 20. Okt. 2021        | 14. Sep. 2022                         | Brenna Malloy      | Ike Smith                                | 5,57 Mio.       |
| 170        | 6         | Ein letzter Dienst                  | End of Watch       | 27. Okt. 2021        | 14. Sep. 2022                         | Marc Roskin        | Gavin Harris                             | 5,62 Mio.       |
| 171        | 7         | Zerwürfnis                          | Trust Me           | 3. Nov. 2021         | 21. Sep. 2022                         | Chad Saxton        | Matthew Newman                           | 5,58 Mio.       |
| 172        | 8         | Wer das Schweigen bricht            | Fractures          | 10. Nov. 2021        | 21. Sep. 2022                         | Charles S. Carroll | Scott Gold                               | 5,58 Mio.       |
| 173        | 9         | Ein Ausweg                          | A Way Out          | 8. Dez. 2021         | 21. Sep. 2022                         | Lisa Robinson      | Gwen Sigan                               | 5,64 Mio.       |
| 174        | 10        | Tiefschlag                          | Home Safe          | 5. Jan. 2022         | 28. Sep. 2022                         | Lisa Demaine       | Elena Perez                              | 6,06 Mio.       |
| 175        | 11        | Lügen                               | Lies               | 12. Jan. 2022        | 28. Sep. 2022                         | Eif Rivera         | Ike Smith Idee: Gavin Harris & Ike Smith | 5,81 Mio.       |
| 176        | 12        | Die Gefürchteten                    | To Protect         | 19. Jan. 2022        | 28. Sep. 2022                         | Bethany Rooney     | Gavin Harris                             | 5,79 Mio.       |
| 177        | 13        | Stille Wasser                       | Still Water        | 23. Feb. 2022        | 5. Okt. 2022                          | Chad Saxton        | Gwen Sigan                               | 6,01 Mio.       |
| 178        | 14        | Blutsverwandte                      | Blood Relation     | 2. März 2022         | 5. Okt. 2022                          | Guy Ferland        | Scott Gold                               | 5,81 Mio.       |
| 179        | 15        | Wo ist Makayla?                     | Gone               | 9. März 2022         | 5. Okt. 2022                          | Brenna Malloy      | Matthew Newman                           | 6,38 Mio.       |
| 180        | 16        | Gefährliche Nähe                    | Closer             | 16. März 2022        | 12. Okt. 2022                         | Chad Saxton        | Gwen Sigan                               | 5,33 Mio.       |
| 181        | 17        | In der Schwebe                      | Adrift             | 6. Apr. 2022         | 12. Okt. 2022                         | Marc Roskin        | Gavin Harris                             | 5,71 Mio.       |
| 182        | 18        | Ein neuer Rekrut                    | New Guard          | 13. Apr. 2022        | 12. Okt. 2022                         | Takashi Doscher    | Scott Gold                               | 5,92 Mio.       |
| 183        | 19        | Es ist nicht alles Gold, was glänzt | Fool’s Gold        | 20. Apr. 2022        | 19. Okt. 2022                         | Bethany Rooney     | Ike Smith                                | 6,08 Mio.       |
| 184        | 20        | Verschüttete Erinnerungen           | Memory             | 11. Mai 2022         | 19. Okt. 2022                         | Benny Boom         | Gwen Sigan                               | 5,56 Mio.       |
| 185        | 21        | Das Misstrauen wächst               | House of Cards     | 18. Mai 2022         | 19. Okt. 2022                         | Vince Misiano      | Gavin Harris                             | 5,47 Mio.       |
| 186        | 22        | Zum Zerreißen gespannt              | You and Me         | 25. Mai 2022         | 26. Okt. 2022                         | Chad Saxton        | Gwen Sigan                               | 5,98 Mio.       |

## Staffel 10
Die Erstausstrahlung der zehnten Staffel war vom 21. September 2022 bis zum 24. Mai 2023 auf dem US-amerikanischen Fernsehsender NBC zu sehen. Die deutschsprachige Erstausstrahlung sendete der deutsche Pay-TV-Sender AXN vom 12. Juli bis zum 30. August 2023.
| Nr. (ges.) | Nr. (St.) | Deutscher Titel                 | Originaltitel      | Erstausstrahlung USA | Deutschsprachige Erstausstrahlung (D) | Regie            | Drehbuch                                 | Zuschauer (USA) |
| ---------- | --------- | ------------------------------- | ------------------ | -------------------- | ------------------------------------- | ---------------- | ---------------------------------------- | --------------- |
| 187        | 1         | Fleisch und Blut                | Let It Bleed       | 21. Sep. 2022        | 12. Juli 2023                         | Chad Saxton      | Gwen Sigan                               | 5,48 Mio.       |
| 188        | 2         | Orientierung                    | The Real You       | 28. Sep. 2022        | 12. Juli 2023                         | Lisa Robinson    | Gavin Harris & Michael Brandt            | 5,44 Mio.       |
| 189        | 3         | Jay                             | A Good Man         | 5. Okt. 2022         | 12. Juli 2023                         | Carl Seaton      | Scott Gold                               | 5,95 Mio.       |
| 190        | 4         | Dort, wo man lebt               | Dónde Vives        | 12. Okt. 2022        | 19. Juli 2023                         | Brenna Malloy    | Kevin Deiboldt                           | 5,65 Mio.       |
| 191        | 5         | Apokalypse der Menschlichkeit   | Pink Cloud         | 19. Okt. 2022        | 19. Juli 2023                         | Chad Saxton      | Gwen Sigan                               | 5,58 Mio.       |
| 192        | 6         | Reflexbewegung                  | Sympathetic Reflex | 2. Nov. 2022         | 19. Juli 2023                         | Bethany Rooney   | Ike Smith                                | 5,06 Mio.       |
| 193        | 7         | Viel gefährlicher               | Into the Deep      | 9. Nov. 2022         | 26. Juli 2023                         | Takashi Doscher  | Scott Gold                               | 4,74 Mio.       |
| 194        | 8         | Die Toten aus dem Tunnel        | Under the Skin     | 16. Nov. 2022        | 26. Juli 2023                         | Marc Roskin      | Gavin Harris                             | 5,39 Mio.       |
| 195        | 9         | Beweise einer Bürde             | Proof of Burden    | 7. Dez. 2022         | 26. Juli 2023                         | Chad Saxton      | Gwen Sigan                               | 5,39 Mio.       |
| 196        | 10        | Dieser Job                      | This Job           | 4. Jan. 2023         | 2. Aug. 2023                          | John Hyams       | Jeff Lee                                 | 5,59 Mio.       |
| 197        | 11        | Nicht die beste Beerdigung      | Long Lost          | 11. Jan. 2023        | 2. Aug. 2023                          | Oz Scott         | Kevin Deiboldt                           | 5,45 Mio.       |
| 198        | 12        | Ich kann dich gehen lassen      | I Can Let You Go   | 18. Jan. 2023        | 2. Aug. 2023                          | Gia-Rayne Harris | Scott Gold Idee: Gwen Sigan & Scott Gold | 5,58 Mio.       |
| 199        | 13        | Ninas Geister                   | The Ghost in You   | 15. Feb. 2023        | 9. Aug. 2023                          | Benny Boom       | Gavin Harris                             | 5,20 Mio.       |
| 200        | 14        | Gefangen sein                   | Trapped            | 22. Feb. 2023        | 9. Aug. 2023                          | Chad Saxton      | Gwen Sigan                               | 5,71 Mio.       |
| 201        | 15        | Ehre und Blut                   | Blood and Honor    | 1. März 2023         | 9. Aug. 2023                          | Vincent Misiano  | Gwen Sigan & Kevin Deiboldt              | 5,03 Mio.       |
| 202        | 16        | Um jeden Preis Gerechtigkeit    | Deadlocked         | 22. März 2023        | 16. Aug. 2023                         | Jesse Lee Soffer | Matthew Thomas Brown                     | 4,97 Mio.       |
| 203        | 17        | Aus der Tiefe rufe ich zu dir   | Out of the Depths  | 29. März 2023        | 16. Aug. 2023                         | Guy Ferland      | Elena Perez                              | 5,20 Mio.       |
| 204        | 18        | Man stirbt nur zweimal          | You Only Die Twice | 5. Apr. 2023         | 16. Aug. 2023                         | Jon Cassar       | Gavin Harris                             | 5,04 Mio.       |
| 205        | 19        | Dafür war erst ein Opfer nötig? | The Bleed Valve    | 3. Mai 2023          | 23. Aug. 2023                         | Bethany Rooney   | Scott Gold                               | 5,01 Mio.       |
| 206        | 20        | Alle für Eine                   | Fight              | 10. Mai 2023         | 23. Aug. 2023                         | Victor Macias    | Sean Collins-Smith                       | 4,87 Mio.       |
| 207        | 21        | Gleichgewicht gefährdet         | New Life           | 17. Mai 2023         | 23. Aug. 2023                         | Carl Seaton      | Gavin Harris                             | 4,91 Mio.       |
| 208        | 22        | Schneller als das Schicksal?    | A Better Place     | 24. Mai 2023         | 30. Aug. 2023                         | Chad Saxton      | Gwen Sigan Idee: Brian Luce              | 4,76 Mio.       |

## Staffel 11
Die Erstausstrahlung der elften Staffel war vom 17. Januar bis zum 22. Mai 2024 auf dem US-amerikanischen Fernsehsender NBC zu sehen. Die deutschsprachige Veröffentlichung der gesamten Staffel erfolgte am 21. November 2024 als Home-Media-Angebot.
| Nr. (ges.) | Nr. (St.) | Deutscher Titel            | Originaltitel           | Erstausstrahlung USA | Deutschsprachige Erstausstrahlung (–) | Regie            | Drehbuch                                             | Zuschauer (USA) |
| ---------- | --------- | -------------------------- | ----------------------- | -------------------- | ------------------------------------- | ---------------- | ---------------------------------------------------- | --------------- |
| 209        | 1         | Aus dem Gleichgewicht      | Unpacking               | 17. Jan. 2024        | 21. Nov. 2024                         | Chad Saxton      | Gwen Sigan                                           | 5,82 Mio.       |
| 210        | 2         | Ein schwerer Weg zurück    | Retread                 | 24. Jan. 2024        | 21. Nov. 2024                         | Lisa Robinson    | Gavin Harris                                         | 5,48 Mio.       |
| 211        | 3         | Träume enden nie           | Safe Harbor             | 31. Jan. 2024        | 21. Nov. 2024                         | Takashi Doscher  | Scott Gold                                           | 5,53 Mio.       |
| 212        | 4         | Schlimmer als der Tod      | Escape                  | 7. Feb. 2024         | 21. Nov. 2024                         | Chad Saxton      | David Rambo                                          | 5,07 Mio.       |
| 213        | 5         | Im Bruchteil einer Sekunde | Split Second            | 21. Feb. 2024        | 21. Nov. 2024                         | Eric Laneuville  | Tiffany Bratcher                                     | 5,26 Mio.       |
| 214        | 6         | Überleben                  | Survival                | 28. Feb. 2024        | 21. Nov. 2024                         | Victor Macias    | Matthew Browne                                       | 5,16 Mio.       |
| 215        | 7         | Die Lebenden und die Toten | The Living and the Dead | 20. März 2024        | 21. Nov. 2024                         | Chad Saxton      | Gwen Sigan Idee: Gavin Harris & Gwen Sigan           | 5,06 Mio.       |
| 216        | 8         | Papier ist geduldig        | On Paper                | 27. März 2024        | 21. Nov. 2024                         | Nicole Rubio     | Jeffrey M. Lee Idee: Gavin Harris & Jeffrey M. Lee   | 5,17 Mio.       |
| 217        | 9         | Wir sind eins              | Somos Uno               | 3. Apr. 2024         | 21. Nov. 2024                         | Chad Saxton      | Gavin Harris                                         | 4,75 Mio.       |
| 218        | 10        | Verborgene Qualen          | Buried Pieces           | 1. Mai 2024          | 21. Nov. 2024                         | Brenna Malloy    | Gwen Sigan                                           | 5,01 Mio.       |
| 219        | 11        | Keine Vergebung            | The Water Line          | 8. Mai 2024          | 21. Nov. 2024                         | Gia-Rayne Harris | Scott Gold                                           | 4,73 Mio.       |
| 220        | 12        | Innenschau                 | Inventory               | 15. Mai 2024         | 21. Nov. 2024                         | Jesse Lee Soffer | Gavin Harris & Gwen Sigan                            | 4,99 Mio.       |
| 221        | 13        | Vorhof zur Hölle           | More                    | 22. Mai 2024         | 21. Nov. 2024                         | Chad Saxton      | Gwen Sigan Idee: Rick Eid, Gavin Harris & Gwen Sigan | 4,89 Mio.       |

## Staffel 12
Die Erstausstrahlung der zwölften Staffel ist seit dem 25. September 2024 auf dem US-amerikanischen Fernsehsender NBC zu sehen. Eine deutschsprachige Erstausstrahlung wurde bisher noch nicht gesendet.
| Nr. (ges.) | Nr. (St.) | Titel                     | Erstausstrahlung USA | Deutschsprachige Erstausstrahlung (–) | Regie           | Drehbuch                                                    | Zuschauer (USA) |
| ---------- | --------- | ------------------------- | -------------------- | ------------------------------------- | --------------- | ----------------------------------------------------------- | --------------- |
| 222        | 1         | Ten Ninety-Nine           | 25. Sep. 2024        | –                                     | Chad Saxton     | Gwen Sigan                                                  | 4,31 Mio.       |
| 223        | 2         | Blood Bleeds Blue         | 2. Okt. 2024         | –                                     | Victor Macias   | Gavin Harris                                                | 4,82 Mio.       |
| 224        | 3         | The Off Switch            | 9. Okt. 2024         | –                                     | Takashi Doscher | Matthew Browne                                              | 4,34 Mio.       |
| 225        | 4         | The After                 | 16. Okt. 2024        | –                                     | Marc Roskin     | Mellori Velasquez                                           | 4,75 Mio.       |
| 226        | 5         | Water and Honey           | 23. Okt. 2024        | –                                     | Chad Saxton     | Gwen Sigan                                                  | 4,77 Mio.       |
| 227        | 6         | Pawns                     | 6. Nov. 2024         | –                                     | John Hyams      | Joe Halpin                                                  | 4,45 Mio.       |
| 228        | 7         | Contrition                | 13. Nov. 2024        | –                                     | Gonzalo Amat    | Gavin Harris                                                | 4,34 Mio.       |
| 229        | 8         | Penance                   | 20. Nov. 2024        | –                                     | Chad Saxton     | Gwen Sigan                                                  | 4,36 Mio.       |
| 230        | 9         | Friends and Family        | 8. Jan. 2025         | –                                     | Takashi Doscher | Tiffany Bratcher & Bridget Tyler                            | 4,73 Mio.       |
| 231        | 10        | Zoe                       | 22. Jan. 2025        | –                                     | Lisa Robinson   | Gwen Sigan & Matthew Browne Idee: Gwen Sigan & Gavin Harris | 4,86 Mio.       |
| 232        | 11        | In the Trenches, Part III | 29. Jan. 2025        | –                                     | Chad Saxton     | Joe Halpin                                                  | 6,39 Mio.       |
| 233        | 12        | The Good Shepherd         | 5. Feb. 2025         | –                                     | Brenna Malloy   | Mellori Velasquez                                           | 4,47 Mio.       |
| 234        | 13        | Street Jesus              | 19. Feb. 2025        | –                                     | John Polson     | Rick Eid & Joe Halpin                                       | 4,68 Mio.       |
| 235        | 14        | Marie                     | 26. Feb. 2025        | –                                     | Carl Seaton     | Gavin Harris Idee: Gwen Sigan & Gavin Harris                | 4,60 Mio.       |
| 236        | 15        | Greater Good              | 5. März 2025         | –                                     | Victor Macias   | Gavin Harris & Gwen Sigan                                   | 4,40 Mio.       |
| 237        | 16        | Seen and Unseen           | 26. März 2025        | –                                     | Stephen Surjik  | Gavin Harris & Gwen Sigan                                   | 4,83 Mio.       |
| 238        | 17        | Transference              | 2. Apr. 2025         | –                                     | Chad Saxton     | Matthew Browne                                              | 4,66 Mio.       |
| 239        | 18        | Demons                    | 16. Apr. 2025        | –                                     | Paul McCrane    | Gavin Harris                                                | 4,44 Mio.       |
| 240        | 19        | BName Image Likeness      | 23. Apr. 2025        | –                                     | Keesha Sharp    | Mellori Velasquez                                           | 4,17 Mio.       |
| 241        | 20        | Black Ice                 | 7. Mai 2025          | –                                     | John Polson     | Gwen Sigan & Tiffany Bratcher                               | 4,42 Mio.       |
| 242        | 21        | Open Casket               | 14. Mai 2025         | –                                     | Victor Macias   | Gavin Harris                                                | 4,29 Mio.       |
| 243        | 22        | Vows                      | 21. Mai 2025         | –                                     | Chad Saxton     | Gwen Sigan                                                  | 4,75 Mio.       |